# Schloss Niederfüllbach

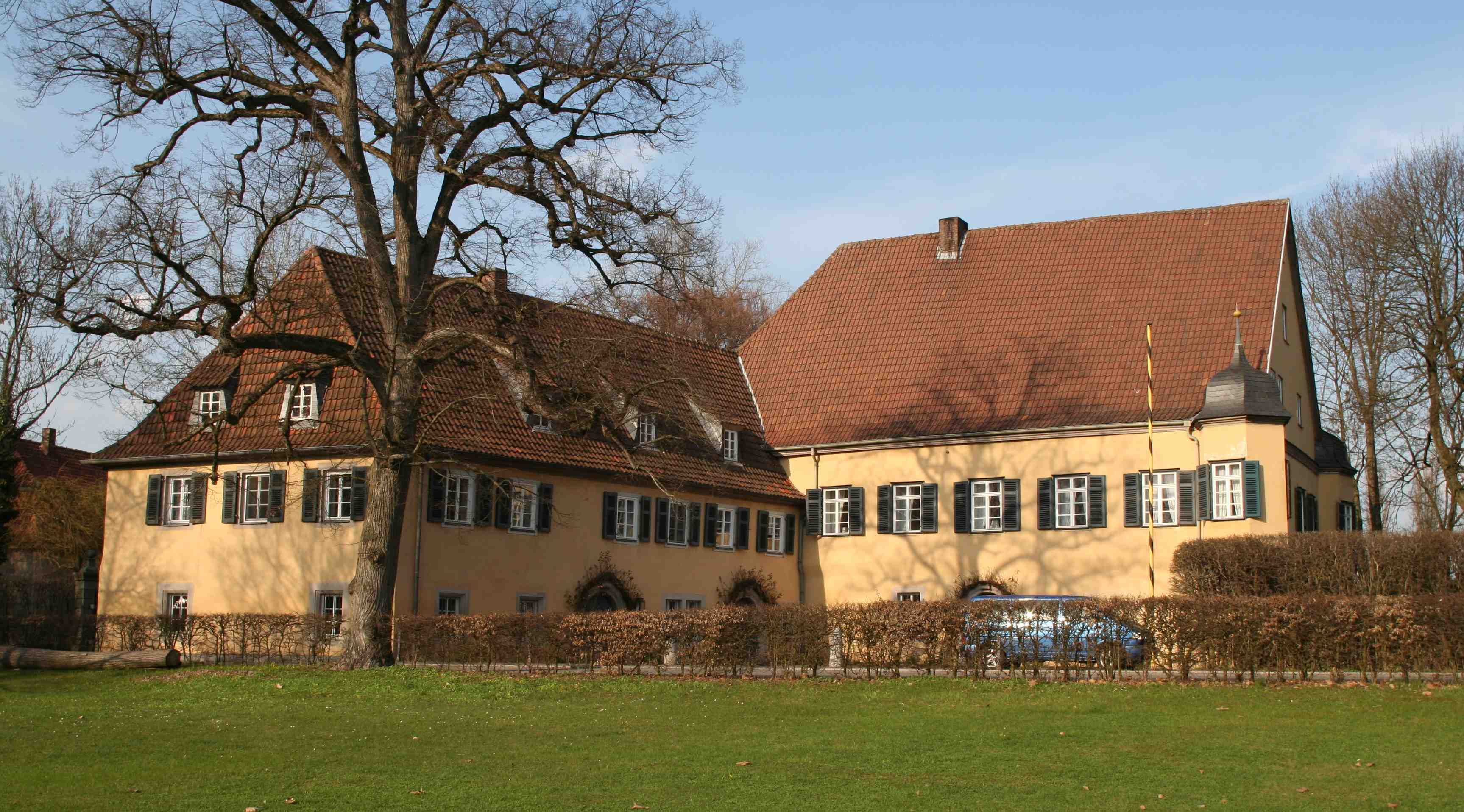
Schloss Niederfüllbach (2005)

Das Schloss Niederfüllbach ist ein Schloss in der oberfränkischen Gemeinde Niederfüllbach im Landkreis Coburg.

## Geschichte
Das heutige Gebäude entstand gegen Ende des 17. Jahrhunderts auf den Grundmauern einer im Dreißigjährigen Krieg zerstörten Burg. Diese wurde erstmals 1317 als „burc fullebach“ erwähnt.
Im Jahr 1818 begannen Verhandlungen von Prinz Leopold von Sachsen-Coburg-Saalfeld, der später erster König von Belgien wurde, mit dem Schlossherrn August Ernst Freiherr von Lichtenberg über den Kauf von Schloss Niederfüllbach, am 3. Juli 1819 erfolgte der Verkauf zu einem Preis von 130.000 fränkischen Gulden. 1820 wurde das Schloss feierlich seinem neuen Besitzer übergeben. Noch im selben Jahr begann die Renovierung des Gebäudes, bei der das Schloss auch erweitert wurde. 1830 wurde ein zweiter Flügel errichtet. Nach dem Tod von Leopold I. erbte sein Sohn Leopold II. das Schloss. Dieser übergab es 1907 an die Niederfüllbacher Stiftung.
Die historische Einrichtung aus der Zeit Leopolds I. blieb größtenteils erhalten und wurde um 1940 von der Niederfüllbacher Stiftung teilweise an die Coburger Landesstiftung verkauft; sie ist heute in der Veste Coburg und im Schloss Rosenau ausgestellt. Ein Teil verblieb in Niederfüllbach und wurde restauriert.
Nachdem das Schloss teilweise ausgeräumt worden war, diente es verschiedenen Zwecken: zunächst in der Zeit des Nationalsozialismus als Schulungsstätte, im Zweiten Weltkrieg als Reservelazarett, danach als Kinderheim und schließlich als Altenheim.
Im Jahr 1957 wurde das Schloss bei einem Brand schwer beschädigt und stand bis 1967 leer. Die Niederfüllbacher Stiftung plante 1964 zunächst, die Schlossruine abzureißen, was allerdings vom Bayerischen Landesamt für Denkmalpflege verhindert wurde. Zwei Jahre später wurde das Gebäude an Clodt von Pezold verkauft, der es instand setzen ließ, wobei der historische Grundriss erhalten blieb. Das Schloss befindet sich in Privatbesitz.

## Beschreibung
Das Gebäude ist eine zweiflügelige Anlage (Süd- und Westflügel) mit Eckerker. Der Südflügel wurde beim Brand 1957 stärker beschädigt. Im ersten Stock des Südflügels befanden sich die Zimmer von Prinz Leopold, der erste Stock im Westflügel war der „ersten Umgebung Sr. Königlichen Hoheit des Prinzen“ vorbehalten. Im Erdgeschoss befanden sich Räume für die Bediensteten sowie Küche und Badezimmer.